# Kypséli (ort i Grekland, Mellersta Makedonien)
Kypséli är en ort i Grekland.   Den ligger i prefekturen Nomós Imathías och regionen Mellersta Makedonien, i den norra delen av landet, 300 km norr om huvudstaden Aten. Kypséli ligger 11 meter över havet och antalet invånare är 520.
Terrängen runt Kypséli är platt åt nordost, men åt sydväst är den kuperad. Runt Kypséli är det ganska tätbefolkat, med 56 invånare per kvadratkilometer. Närmaste större samhälle är Alexándreia, 8,9 km nordväst om Kypséli. Trakten runt Kypséli består till största delen av jordbruksmark.